# 苏进程
苏进程（1911年9月—1991年7月29日），山东乳山人，中华人民共和国政治人物。

## 生平
1938年2月参加革命工作，同年7月加入中国共产党。1938年2月，任中共山东省海阳县东家村党支部书记。1939年3月，任中共海阳县三区区委书记；1939年9月，任中共海阳县委书记；1941年9月，任中共莱阳县委书记；1943年3月，在中共胶东区委整风班学习。1944年3月，任山东省乳山县工商局监委：1945年2月任中共胶东行政公署组织部组织科科长；1946年1月，任中共山东省平度县委副书记；1948年2月，任中共海阳县委副书记。1949年4月，任中共江苏省溧阳县委书记；1949年9月，任中共镇江地委组织部副部长；1950年6月，任中共江宁县委书记兼中国人民解放军苏南镇江军分区江宁县大队（后改独立一营、县人武部）政委、县财政经济工作委员会书记。1952年5月调离江宁县。后改任南京五一三厂厂长、南京汽轮电机厂厂长、江苏省科委副主任。1963年2月15日，担任中共盐城地委副书记。1972年10月4日，担任盐城地区革委会副主任。1981年1月，担任苏州市第六届政协副主席。1983年1月离休。1991年7月29日，因病去世。